# Головщиков, Константин Дмитриевич
Константин Дмитриевич Головщиков (1835—1900) — краевед Ярославской губернии, журналист.

## Биография
Родился в Ярославле 16 (28) января 1835 года в семье протоиерея Казанского монастыря Дмитрия Николаевича Головщикова (1792—1864). Окончил курс в Ярославской духовной семинарии, но от духовной карьеры отказался и поступил на службу в губернскую казённую палату.
Служащий Демидовского лицея с 1864 года, состоял в нём секретарём Совета и Правления с 1868. Действительным член Ярославского губернского статистического комитета и Ярославской и Тверской учёных архивных комиссий. Гласный городской думы.
Его статьи и заметки печатали газеты «Ярославские губернские ведомости», «Северный край», «Волжско-Камское слово», журналы «Русская старина», «Библиограф». В 1881—1882 годах Головщиков был редактором неофициальной части «Ярославских губернских ведомостей», с 1886 года — редактором «Ярославского листка объявлений». Один из авторов «Энциклопедического словаря Брокгауза и Ефрона».
К. Д. Головщиков – автор не только историко-краеведческих книг, но и биографических очерков о литераторах Ярославского края.
Константин Дмитриевич Головщиков умер 15-16 (27-28) января 1900 года в родном городе.